# Ernest Barnes
Ernest William Barnes (n. 1 aprilie 1874 d. 29 noiembrie 1953) a fost un matematician și teolog englez.
A fost un episcop liberal pentru acea epocă, lucru ce a cauzat controverse.
Astfel, în lucrarea The Rise of Christianity, apărută în 1947, a atacat dogme ca: Concepția Imaculată sau învierea în trup uman a lui Isus Hristos.
Pacifist convins, s-a opus patricipării britanice la cel de-al Doilea Război Mondial.
Adept al eugeniei, a susținut că persoanele cu deficiențe ar trebui să fie sterilizate pentru a nu avea urmași, idee care l-a situat de partea ideologiei naziste.
În matematică, integrala Barnes îi poartă numele.
1. 1 2  MacTutor History of Mathematics archive, accesat în 22 august 2017
2. 1 2 3  Autoritatea BnF, accesat în 10 octombrie 2015
3. 1 2  Ernest Barnes, SNAC, accesat în 9 octombrie 2017
4. 1 2  Ernest William Barnes, Store norske leksikon
5. 1 2  Dr. Barnes, Internet Speculative Fiction Database, accesat în 9 octombrie 2017
6. 1 2  Ernest Barnes (în engleză), Universitatea Saint Andrews
7. ↑  Ernest William Barnes (în engleză), Encyclopædia Britannica Online
8. ↑  Barnes, Ernest William (în engleză), S9
9. ↑  Find a Grave
10. 1 2  The Peerage
11. ↑  http://www.tandfonline.com/doi/full/10.1080/21567689.2012.698978, http://www.tandfonline.com/doi/pdf/10.1080/21567689.2012.698978 ]][[Categorie:Articole cu legături către elemente fără etichetă în limba română Verificați valoarea |url= (ajutor)
12. 1 2  MacTutor History of Mathematics archive